# Departament (Kamerun)
Departament – jednostka podziału administracyjnego Kamerunu. Administracją rządową na szczeblu departamentu kieruje mianowany przez prezydenta prefekt. Poszczególne regiony są podzielone na następujące departamenty (w nawiasie stolice departamentów):
Adamawa
- Djérem – Tibati
- Faro-et-Déo – Tignère
- Mayo-Banyo – Banyo
- Mbéré – Meïganga
- Vina – Ngaoundéré

Centralny
- Haute-Sanaga – Nanga Eboko
- Lekié – Monatélé
- Mbam-et-Inoubou – Bafia
- Mbam-et-Kim – Ntui
- Méfou-et-Afamba – Mfou
- Méfou-et-Akono – Ngoumou
- Mfoundi – Jaunde
- Nyong-et-Kellé – Eséka
- Nyong-et-Mfoumou – Akonolinga
- Nyong-et-Soo – Mbalmayo

Wschodni
- Boumba-et-Ngoko – Yokadouma
- Haut-Nyong – Abong-Mbang
- Kadey – Batouri
- Lom-et-Djérem – Bertoua

Dalekiej Północy
- Diamaré – Maroua
- Mayo-Kani – Kaélé
- Logone-et-Chari – Kousséri
- Mayo-Danay – Yagoua
- Mayo-Sava – Mora
- Mayo-Tsanaga – Mokolo

Nadmorski
- Moungo – Nkongsamba
- Nkam – Yabassi
- Sanaga-Maritime – Edéa
- Wouri – Duala

Północny
- Benue – Garoua
- Faro – Poli
- Mayo-Louti – Guider
- Mayo-Rey – Tcholliré

Północno-Zachodni
- Boyo – Fundong
- Bui – Kumbo
- Donga Mantung – Nkambé
- Menchum – Wum
- Mezam – Bamenda
- Momo – Mbengwi
- Ngo-Ketunjia – Ndop

Zachodni
- Bamboutos – Mbouda
- Haut-Nkam – Bafang
- Hauts-Plateaux – Baham
- Koung-Khi – Bandjoun
- Menoua – Dschang
- Mifi – Bafoussam
- Ndé – Bangangté
- Noun – Foumban

Południowy
- Dja-et-Lobo – Sangmélima
- Mvila – Ebolowa
- Océan – Kribi
- Valée-du-Ntem – Ambam

Południowo-Zachodni
- Fako – Limbé
- Koupe-et-Manengouba – Bangem
- Lebialem – Menji
- Meme – Kumba
- Manyu – Mamfé
- Ndian – Mundemba